# Бретвил сир Е
Бретвил сир Е (фр. Bretteville-sur-Ay) насеље је и општина у северној Француској у региону Доња Нормандија, у департману Манш која припада префектури Кутанс.
По подацима из 2011. године у општини је живело 391 становника, а густина насељености је износила 40,1 становника/km². Општина се простире на површини од 9,75 km². Налази се на средњој надморској висини од 20 метара (максималној 38 m, а минималној 4 m).

## Демографија
| 1962. | 1968. | 1975. | 1982. | 1990. | 1999. | 2011. |
| ----- | ----- | ----- | ----- | ----- | ----- | ----- |
| 339   | 367   | 378   | 321   | 302   | 317   | 391   |

График промене броја становника у току последњих година